# Shlach
Shlach, Shelach, Sh'lah, Shlach Lecha, o Sh'lah L'kha ebraico: שְׁלַח o שְׁלַח-לְךָ — tradotto in italiano: "manda” o “invia per te”) è la 37ª porzione settimanale della Torah (ebr. פָּרָשָׁה – parashah o anche parsha/parscià) nel ciclo annuale ebraico di letture bibliche dal Pentateuco, quarta nel Libro dei Numeri. Rappresenta il passo Numeri 13:1-15:41, che gli ebrei della Diaspora leggono generalmente in giugno. Il nome proviene dalle prime parole significative della parashah, in Numeri 13:2: Shelach in ebraico שְׁלַח‎? è la sesta e Lecha in ebraico לְךָ‎? la settima parola della parashah.
La parshah narra la storia dei ricognitori che scoraggiarono gli Israeliti, i comandamenti delle offerte, la storia del violatore dello Shabbat ed il precetto delle frange (Tzitzit).

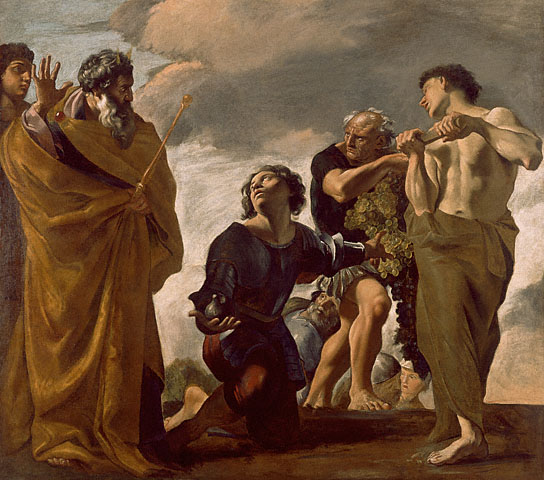
Mosè ed i messaggeri da Canaan (dipinto di Giovanni Lanfranco)

## Haftarah
La haftarah della parshah è Giosuè 2:1-24.

### Testi
- Testo Masoretico e traduzione JPS 1917, su mechon-mamre.org. URL consultato il 7 marzo 2013 (archiviato dall'url originale il 9 settembre 2023).
- Parshah cantata, su Bible.ort.org.
- Parshah in ebraico, su mechon-mamre.org.

### Commentari
- Academy for Jewish Religion, California, su ajrca.org.
- Academy for Jewish Religion, New York, su ajrsem.org. URL consultato il 7 marzo 2013 (archiviato dall'url originale il 15 marzo 2012).
- Aish.com. URL consultato il 7 marzo 2013 (archiviato dall'url originale il 17 marzo 2013).
- American Jewish University, su judaism.ajula.edu (archiviato dall'url originale il 4 marzo 2012).
- Anshe Emes Synagogue, Los Angeles, su anshe.org. URL consultato il 7 marzo 2013 (archiviato dall'url originale il 1º novembre 2012).
- Bar-Ilan University, su biu.ac.il. URL consultato il 7 marzo 2013 (archiviato dall'url originale il 27 settembre 2012).
- Chabad.org.
- eparsha.com.
- G-dcast, su g-dcast.com. URL consultato il 7 marzo 2013 (archiviato dall'url originale il 28 maggio 2011).
- The Israel Koschitzky Virtual Beit Midrash, su vbm-torah.org. URL consultato il 7 marzo 2013 (archiviato dall'url originale il 9 giugno 2011).
- Jewish Agency for Israel, su jewishagency.org. URL consultato il 7 marzo 2013 (archiviato dall'url originale il 15 settembre 2012).
- Jewish Theological Seminary (XML), su jtsa.edu. URL consultato il 7 marzo 2013 (archiviato dall'url originale l'11 marzo 2013).
- Miriam Aflalo, su mishpacha.com. URL consultato il 7 marzo 2013 (archiviato dall'url originale il 6 aprile 2012).
- MyJewishLearning.com. URL consultato il 7 marzo 2013 (archiviato dall'url originale il 22 settembre 2008).
- Ohr Sameach, su ohr.edu.
- Orthodox Union, su ou.org.
- OzTorah, Torah from Australia, su oztorah.com.
- Oz Ve Shalom — Netivot Shalom, su netivot-shalom.org.il. URL consultato il 7 marzo 2013 (archiviato dall'url originale il 24 giugno 2010).
- Pardes from Jerusalem, su pardes.org.il. URL consultato il 7 marzo 2013 (archiviato dall'url originale il 14 marzo 2012).
- Rabbi Dov Linzer, su rabbidovlinzer.blogspot.com.
- RabbiShimon.com. URL consultato il 7 marzo 2013 (archiviato dall'url originale il 16 marzo 2012).
- Rabbi Shlomo Riskin, su ohrtorahstone.org.il. URL consultato il 7 marzo 2013 (archiviato dall'url originale il 21 agosto 2011).
- Rabbi Shmuel Herzfeld, su rabbishmuel.com. URL consultato il 7 marzo 2013 (archiviato dall'url originale l'11 marzo 2013).
- Reconstructionist Judaism, su www4.jrf.org. URL consultato il 7 marzo 2013 (archiviato dall'url originale il 16 febbraio 2006).
- Sephardic Institute, su judaic.org. URL consultato il 7 marzo 2013 (archiviato dall'url originale il 26 luglio 2011).
- Shiur.com.
- 613.org Jewish Torah Audio, su 613.org. URL consultato il 7 marzo 2013 (archiviato dall'url originale il 9 giugno 2011).
- Suzanne A. Brody, su dancinginthewhitespaces.blogspot.com.
- Torah from Dixie, su tfdixie.com. URL consultato il 7 marzo 2013 (archiviato dall'url originale il 19 luglio 2013).
- Torah.it, su archivio-torah.it.
- Torah.org.
- TorahVort.com.
- Union for Reform Judaism, su urj.org. URL consultato il 7 marzo 2013 (archiviato dall'url originale il 18 giugno 2009).
- United Hebrew Congregations of the Commonwealth, su chiefrabbi.org.
- What’s Bothering Rashi?, su shemayisrael.com.
- Yeshiva University, su yutorah.org. URL consultato il 7 marzo 2013 (archiviato dall'url originale il 18 dicembre 2019).